# Jenette Goldstein
Jenette Goldstein, född 1960 i Beverly Hills i Kalifornien, är en amerikansk skådespelare.

## Filmer & TV-serier (urval)
- 1986 – Aliens – Återkomsten
- 1988 – Presidio – Brottsplatsen
- 1989 – Dödligt vapen 2
- 1991 – Terminator 2 – Domedagen
- 1994 – Star Trek Generations
- 1997 – Titanic
- 1998–2000 – Cityakuten (TV-serie)
- 2003 – Alias (TV-serie), avsnitt Double Agent (gästroll)
- 2003 – Duplex
- 2004 – 24 (TV-serie) (gästroll)